# Zana Marjanović

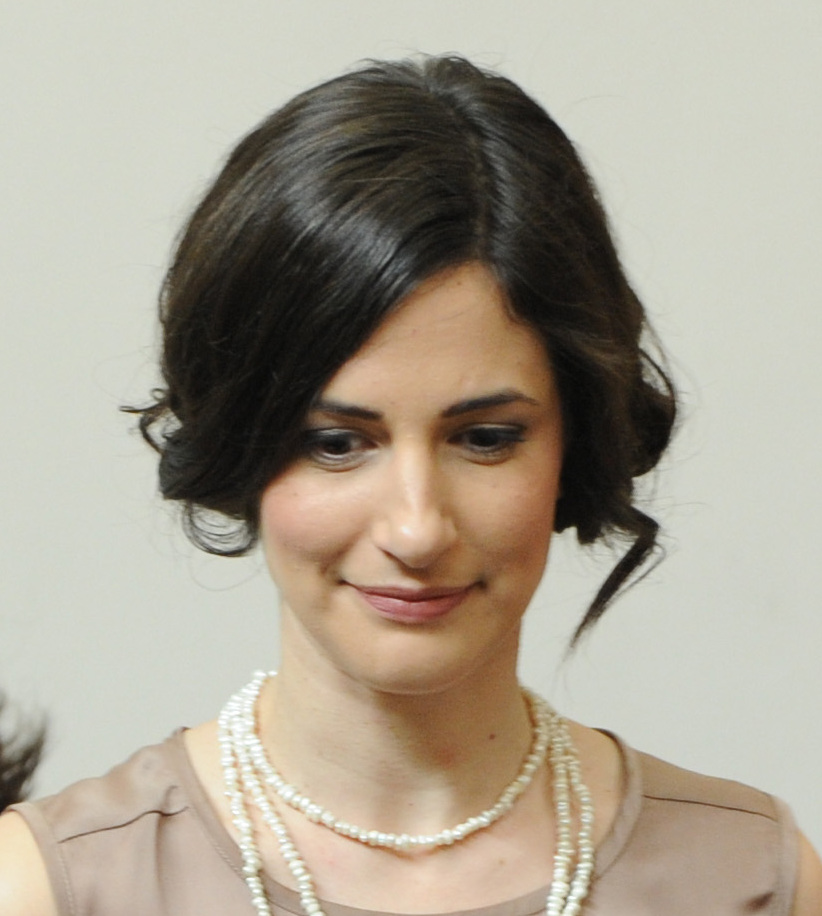
Zana Marjanović

Zana Marjanović (* 31. Mai 1983 in Sarajevo) ist eine bosnische Schauspielerin, die international vor allem durch ihre Hauptrolle in Angelina Jolies Kriegsdrama In the Land of Blood and Honey (2011) bekannt ist.
Marjanović studierte Schauspiel an der Akademie der darstellenden Künste in Sarajevo. Seit 2003 ist sie als Schauspielerin in Film- und Fernsehproduktionen aktiv.
2011 war Zana Marjanović Jurymitglied des Sarajevo Film Festivals.

## Filmografie (Auswahl)
Film
- 2003: Golden Valley Sarajewo (Ljeto u zlatnoj dolini)
- 2007: Ein richtig gutes Leben (Teško je biti fin)
- 2008: Snow (Snijeg)
- 2010: Snovi (Kurzfilm)
- 2010: Transfer
- 2011: In the Land of Blood and Honey
- 2012: Broken
- 2018: A Rose in Winter
- 2024: When Santa Was a Communist (Djeda Mraz u Bosni)

Fernsehen
- 2004–2006: Crna hronika (Fernsehserie, 26 Folgen)
- 2007–2011: Lud, zbunjen, normalan (Fernsehserie, 80 Folgen)
- 2014: The Game (Miniserie, 6 Folgen)